# Сант-Антимо
Сант-Антимо (итал. Sant'Antimo) — коммуна в Италии, располагается в регионе Кампания, в провинции Неаполь.
Население составляет 31 693 человека (2008 г.), плотность населения составляет 6339 чел./км². Занимает площадь 5 км². Почтовый индекс — 80029. Телефонный код — 081.
Покровителем коммуны почитается священномученик Анфим Римский, празднование 11 мая.

## Демография
Динамика населения:

## Администрация коммуны
- Официальный сайт: https://web.archive.org/web/20110210020727/http://santantimo.asmenet.it/